# Tuyến đường Du lịch Quốc gia tại Na Uy

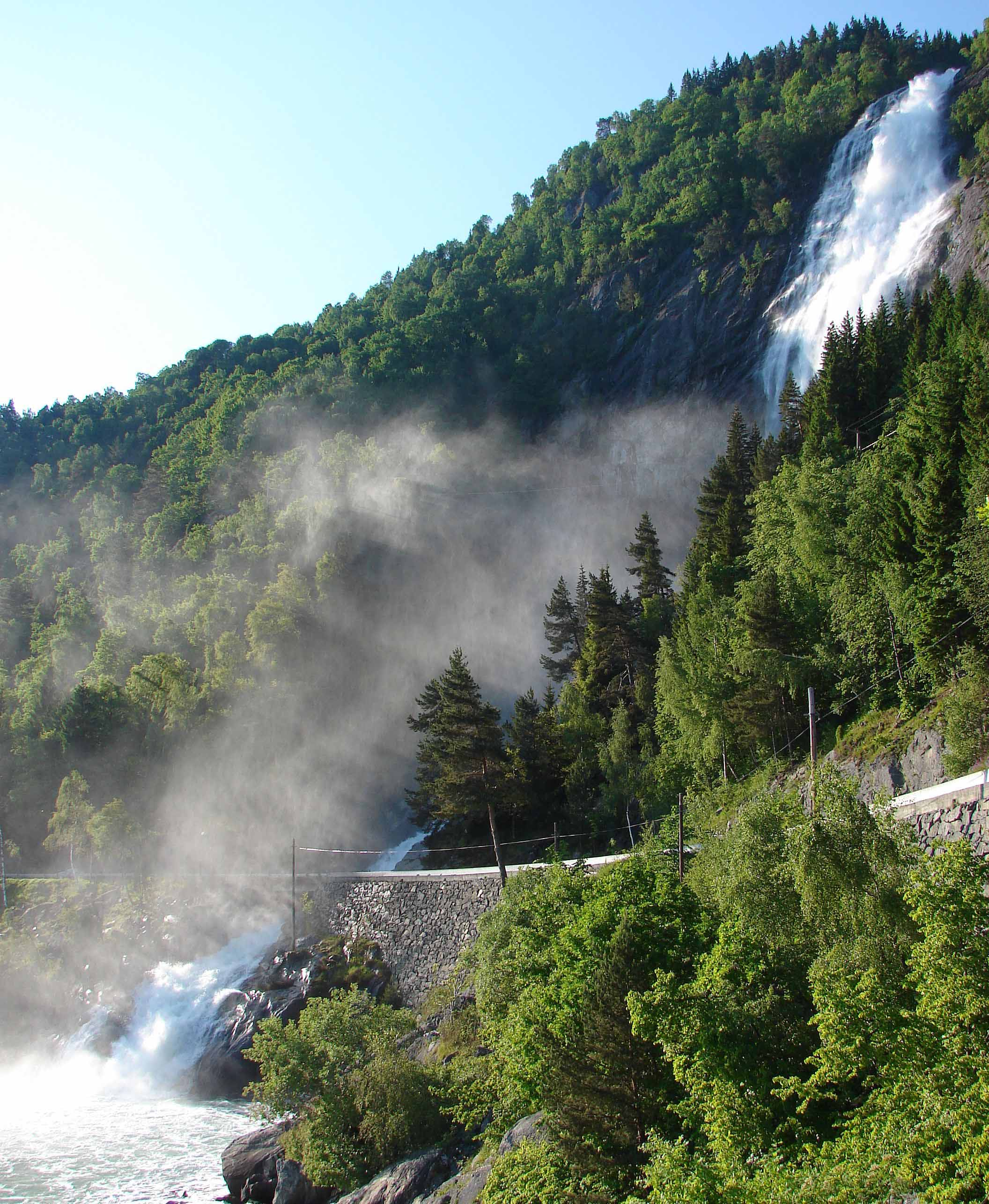
Hạt lộ 55 đi qua Kvinnafossen.

Tuyến đường Du lịch Quốc gia tại Na Uy (tiếng Na Uy: Nasjonale turistveger) là 18 tuyến đường cao tốc được chỉ định bởi Cục Quản lý Đường bộ Na Uy (thuộc Bộ Giao thông Vận tải Na Uy) mang phong cảnh đẹp như tranh vẽ cùng cơ sở hạ tầng du lịch thân thiện. Tổng chiều dài của các tuyến đường là 1.850 km (1.150 dặm), nằm dọc theo bờ biển phía Tây, Bắc và vùng núi của miền Nam Na Uy. Các nhà chức trách đã phối hợp để thành lập các khu ăn nghỉ, vui chơi, tổ chức các hoạt động văn hóa, bán nghệ thuật địa phương, hàng thủ công và các điểm tham quan thiên nhiên dọc theo các tuyến đường. Mục tiêu tổng thể của dự án là nhằm phát triển du lịch địa phương, nông thôn và làng mạc, những nơi mà có các tuyến đường chạy qua.
Dự án bắt đầu vào năm 1994 với những tuyến đường ban đầu là Sognefjellsvegen, Gamle Strynefjellsvegen, Hardanger và Tuyến đường cao tốc ven biển. Những tuyến đường này chính thức được công nhận là Tuyến đường Du lịch Quốc gia vào năm 1997 và một năm sau, Quốc hội quyết định mở rộng dự án. Các địa phương được yêu cầu gửi đề cử, và có tất cả 52 đề cử với tổng chiều dài lên tới 8.000 km (5.000 dặm). Nhưng chỉ có 18 tuyến đường đã được công nhận cho tới năm 2004. Mục tiêu là tới năm 2015, các tuyến đường sẽ được cơ bản nâng cấp về cơ sở hạ tầng cần thiết để mở cửa đón khách du lịch như là những Tuyến đường Du lịch Quốc gia. Ước tính chi phí cho công việc trên là khoảng 800 triệu krone Na Uy (khoảng 100 triệu Euro), bao gồm các chi phí xây dựng các địa điểm nghỉ ngơi, bãi đậu xe, điểm dừng chân tham quan, và thảm thực vật tự nhiên. Tất cả các tuyến đường đã được gắn biển hiệu chỉ định là Tuyến đường Du lịch Quốc gia vào năm 2012.
Hai trong số các tuyến đường là một phần của Mạng lưới Đường bộ Quốc tế châu Âu, đó là Tuyến đường châu Âu E10 chạy qua Lofoten và E75 qua Varanger. Những con đường xuyên qua núi như Sognefjellsvegen, Valdresflye và Trollstigen bị đóng cửa vào mùa đông để đảm bảo an toàn. Cả hai phần của con đường cao tốc ven biển được kết nối bởi hai bến phà, trong khi một phà tại Geiranger-Trollstigen  và bến phà khác dẫn tới tuyến đường từ Ryfylke và Hardanger. Các tuyến đường Andøya và Senja được kết nối thông qua Bến phà Andenes–Gryllefjord.

## Danh sách
Dưới đây là danh sách các Tuyến đường Du lịch Quốc gia tại Na Uy đã được chính thức mở cửa hoặc đã được phê duyệt và đang được nâng cấp, bao gồm tên đường, lộ trình, vị trí và các hạt của tuyến đường chạy qua, số hiệu tuyến đường, chiều dài của nó và mô tả khái quát.
| Tên                        | Hình ảnh                                                                                                  | Lộ trình                                                | Hạt                       | Số hiệu đường          | Chiều dài | Chiều dài | Mô tả | Tham khảo     |
| Tên                        | Hình ảnh                                                                                                  | Lộ trình                                                | Hạt                       | Số hiệu đường          | km        | mi        | Mô tả | Tham khảo     |
| -------------------------- | --- | ------------------------------------------------------- | ------------------------- | ---------------------- | --------- | --------- | --- | ------------- |
| Andøya                     | Cảnh nhìn ra từ một căn hộ, cảnh quan xanh bao trùm bởi những đỉnh núi và biển                            | Åkneskrysset–Andenes                                    | Nordland                  | 974, 976, 82           | 51        | 32        | Con đường chạy dọc theo bờ biển phía tây của Andøya, hòn đảo cực bắc của quần đảo Vesterålen, với những bãi biển cát trắng. Hòn đảo là nơi có đầm lầy lớn nhất Na Uy. Nhiều loài động vật bao gồm cá voi, hải cẩu và chim của vùng biển Na Uy có thể được tìm thấy tại đây. Tuyến đường này kết nối với Tuyến đường Du lịch Quốc gia Senja bằng phà. | [ 15 ] [ 16 ] |
| Đường Đại Tây Dương        | Một cây cầu uốn cong tuyệt đẹp                                                                            | Kårvåg–Bud                                              | Møre og Romsdal           | 64, 242, 663, 235, 238 | 36        | 22        | Từ Kårvåg tới Vevang là tuyến Đường Đại Tây Dương được xây dựng bằng cách kết nối các đảo nhỏ, đá ngầm bằng các cầu cạn và con đường đắp cao. Tuyến đường Du lịch Quốc gia này chạy dọc theo bờ biển Hustadvika—nơi được coi như là nghĩa địa của những con tàu đắm. | [ 17 ] [ 18 ] |
| Aurlandsfjellet            | Hai bên đường là các cao nguyên đầy tuyết                                                                 | Aurlandsvangen–Lærdalsøyri                              | Sogn og Fjordane          | 243                    | 47        | 29        | Là con đường chạy xuyên qua dãy núi Aurlandsfjellet bởi đường hầm Lærdal—hầm đường bộ dài nhất thế giới. Đây là khu vực cao nguyên núi cằn cỗi, phía dưới 600 m (2.000 ft) là vịnh hẹp Aurlandsfjord tuyệt đẹp. | [ 19 ] [ 20 ] |
| Gamle Strynefjellsvegen    | Thung lũng cằn cỗi, nổi bật là một hồ nước nhỏ màu xanh                                                   | Grotli–Ospeli                                           | Oppland, Sogn og Fjordane | 258                    | 27        | 17        | Mở cửa vào năm 1894, con đường kết nối ngôi làng trên núi Skjåk với ngôi làng trong vịnh hẹp Stryn. Tuyến đường đi khá vòng vèo, với những khu vực gồ ghề ở phía đông và dốc ở phía tây. Con đường không được mở cho đến đầu tháng 6. | [ 21 ] [ 22 ] |
| Gaularfjellet              | Một con đường nhỏ uốn lượn lên một sườn núi sườn núi xanh và đỉnh cằn cỗi.                                | Balestrand–Moskog                                       | Sogn og Fjordane          | 13, 55                 | 92        | 57        | Tuyến đường qua Gaularfjellet tạo ra một con đường từ Sogn tới Sunnfjord. Bắt đầu tại vịnh hẹp Sogne, nó đi qua các hồ, ghềnh và thác nước, thay đổi độ cao từ các núi dốc cho đến các thung lũng khuất, đôi khi là chạy sát bên vịnh hẹp. | [ 23 ] [ 24 ] |
| Geiranger–Trollstigen      | Một con đường uốn cong hình chữ S từ một thung lũng đến đỉnh núi lởm chởm                                 | Langevatn–Cầu Sogge                                     | Møre og Romsdal           | 63                     | 104       | 65        | Lần đầu leo lên Trollstigen với những khúc cua ngoạn mục hình chữ S, tuyến đường sau đó chạy xuống vịnh hẹp Geiranger, một Di sản thế giới của UNESCO, kết thúc tại ngôi làng Geiranger. | [ 10 ] [ 25 ] |
| Hardanger                  | Một cầu đường bộ qua một thác nước                                                                        | Halne–Steinsdalsfossen, Jondal–Utne, Kinsarvik–Tyssedal | Hordaland                 | 7, 550, 13             | 195       | 121       | Tuyến đường bao gồm ba phần qua đô thị Hardanger, độ cao thay đổi từ các vịnh hẹp, vùng đất hoang vu, sườn núi và sông băng. Khu vực này có rải rác là những thác nước, bao gồm cả Vøringsfossen và Steindalsfossen. Khu vực là nơi bắt nguồn của Chủ nghĩa Dân tộc Lãng mạn Na Uy, có rất nhiều đồ thủ công mỹ nghệ truyền thống và trái cây được bán hai bên lề đường. | [ 14 ] [ 26 ] |
| Havøysund                  | Một con đường chạy qua một vùng đồng cỏ lãnh nguyên, phía xa là bờ biển                                   | Russelv–Havøysund                                       | Finnmark                  | 889                    | 66        | 41        | Chạy qua vùng Cực Bắc tự nhiên hoang vắng, con đường chay qua có một bên là bờ biển còn một bên là núi đá cằn cỗi. Khu vực này nói chung là không có con người sinh sống, ngoại trừ làng chài Havøysund. | [ 27 ] [ 28 ] |
| Bờ biển Helgeland phía Bắc | Một cây cầu đúc hẫng bắc qua một vịnh hẹp bao quanh bởi những khu rừng xanh và những ngọn núi đá lởm chởm | Stokkvågen–Storvika                                     | Nordland                  | 17                     | 129       | 80        | Một tuyến đường ven biển để thay thế cho E6, con đường chạy theo hướng Bắc-Nam Helgeland. Vùng biển phía được đặc trưng bởi 14.000 hòn đảo, trong khi trong đất liền là sông băng Svartisen và Engabreen bắt đầu từ vùng núi cao 1.200 m (3.900 ft) chảy xuống vùng vịnh hẹp phía dưới. Phía Bắc là eo biển Saltstraumen, là nơi có một trong những dòng triều mạnh nhất thế giới.                                                                                          | [ 12 ] [ 29 ] |
| Bờ biển Helgeland phía Nam | Một cây cầu treo.                                                                                         | Holm–Alstahaug                                          | Nordland                  | 17                     | 97        | 60        | Một tuyến đường ven biển để thay thế cho E6, tuyến đường chạy qua một quần đảo rộng lớn, với nhiều trong số đó có thể truy cập được bằng phà. Phổ biến nhất là Quần đảo Vega, một Di sản thế giới. Tại đây có các ngọn núi độc đáo như Torghatten có lỗ tự nhiên là nơi quan sát khung cảnh thiên nhiên tuyệt đẹp và rặng núi Bảy Chị Em, Alstahaug. | [ 11 ] [ 30 ] |
| Jæren                      | | Ogna–Bore                                               | Rogaland                  | 44, 507                | 41        | 25        | Chạy dọc theo khu vực bờ biển không bị gián đoạn của Jæren, tuyến đường cung cấp những điểm thưởng ngoạn khung cảnh tự nhiên của những bãi biển cát trắng và cồn cát. Khu vực đồng bằng lớn nhất của Na Uy bị chi phối và lưu giữ một cảnh quan văn hóa nông nghiệp. | [ 31 ] [ 32 ] |
| Lofoten                    | Bãi biển cát trắng với những ngọn đồi và khu rừng                                                         | Fiskebøl–Å                                              | Nordland                  | E10, 82                | 164       | 102       | Quần đảo Lofoten là nơi có những bãi biển, vịnh hẹp, núi đá dốc và núi. Các ngôi làng đánh cá không chỉ giữ lại một ngành công nghiệp đang còn hoạt động, mà còn là bảo tồn di sản văn hóa, ví dụ như các ngôi nhà rorbu | [ 6 ] [ 33 ]  |
| Rondane                    | Một ngôi làng trên một số hòn đảo nhỏ kết nối với những ngọn núi ngoạn mục gần đó bởi cây cầu             | Enden–Folldal                                           | Hedmark                   | 27                     | 48        | 30        | Tuyến đường chạy qua Vườn quốc gia Rondane và khối núi Rondane ở phía đông, cảnh quan văn hóa ở phía tây. Những ngọn núi khô rất phù hợp để đi bộ và leo núi. Dọc theo tuyến đường là các mỏ tại Folldal. | [ 34 ] [ 35 ] |
| Ryfylke                    | Một hồ nước bao quanh bởi rừng và đồi núi                                                                 | Oanes–Sauda–Horda                                       | Rogaland                  | 13, 46, 520            | 183       | 114       | Phần phía nam của Ryfylke có cảnh quan màu mỡ, đối lập với đá, vách đá, vịnh hẹp và những ngọn núi ở phía bắc. Cảnh quan được bổ sung với các nhà máy luyện kim tại Sauda và các mỏ kẽm ở Allmannajuvet. Preikestolen và điểm quan sát tại đó có thể thấy được quang cảnh của vịnh hẹp Lyse là một chuyến đi phụ mất ít thời gian nhưng vô cùng đáng giá. | [ 13 ] [ 36 ] |
| Senja                      | Một chiếc thuyền đánh cá thả neo tại một ngôi làng đánh cá nhỏ                                            | Gryllefjord–Botnhamn                                    | Troms                     | 86, 862                | 84        | 52        | Các tuyến đường dọc theo bờ biển phía tây của đảo Senja, đi qua nhiều làng chài. Nó kết nối với Tuyến đường Du lịch Quốc gia Andøy bằng phà, kết hợp với nhau chúng cung cấp một tuyến đường giao thông thay cho E6. | [ 37 ] [ 38 ] |
| Sognefjellsvegen           | Con đường đi qua một cảnh quan khô cằn với một hồ nước ở bên phải và núi trong nền                        | Lom–Gaupne                                              | Oppland, Sogn og Fjordane | 55                     | 108       | 67        | Tuyến đường chạy xuyên qua núi Sognefjellet đạt 1.434 m (4.705 ft) so với mực mực nước biển, làm cho nó trở thành con đường xuyên núi cao nhất ở Bắc Âu. Nó chỉ mở cửa vào mùa hè, như tháng 5 tuyết hai bên đường có thể dày tới 10 m (30 ft). Các tuyến đường có tham quan các hồ, sông băng và đỉnh núi. Nó cung cấp con đường vào Vườn quốc gia Jotunheimen và Jostedalsbreen.                                                                                          | [ 8 ] [ 39 ]  |
| Valdresflye                | Cao nguyên núi                                                                                            | Garli–Besstrond                                         | Oppland                   | 51                     | 37        | 23        | Valdresflye là một cao nguyên núi nằm ở độ cao 1.389 m (4.557 ft) so với mực nước biển. Trên cao nguyên, các tuyến đường có những điểm quan sát Vườn quốc gia Jotunheimen, trong khi con đường tiếp tục đi qua các khu vực đồng cỏ trên núi. | [ 9 ] [ 40 ]  |
| Varanger                   | Một con đường chạy sát biển                                                                               | Varangerbotn–Hamningberg                                | Finnmark                  | E75, 341               | 160       | 99        | Các tuyến đường dọc theo bờ biển phía đông của Bán đảo Varanger, giáp với Biển Barents. Phía nam của tuyến đường chạy qua các khu rừng và đầm lầy, nhưng theo thời gian khi đến Vadsø, cảnh quan giống như mặt trăng với núi đá lởm chởm. Trong suốt mùa đông, bờ biển bị hoành hành bởi những cơn bão, sương mù và không khí lạnh lẽo vào ban đêm của vùng Cực. Khu vực có truyền thống về thương mại và là nơi hội tụ của nhiều nền văn hóa Nga, Phần Lan, Na Uy và Sami. | [ 7 ] [ 41 ]  |